# Bad Saulgau
Bad Saulgau er en kurby  i detn centrale del af Oberschwaben og er den største by i Landkreis Sigmaringen. Siden 1990 har Saulgau haft betegnelsen Ort mit Heilquellen- und Kurbetrieb (by med helbredende kilder og kuranlæg) og i 2000 tfik byen betegnelsen Bad. Bad Saulgau ligger ved turistruterne Schwäbischen Bäderstraße, Mühlenstraße Oberschwaben og Oberschwäbischen Barockstraße.

## Geografi
Bad Saulgau ligger mellem Donau og Bodensee ved en af Donaus bifloder Schwarzach. Gennem landsbyen Lampertsweiler, går det Europæiske hovedvandskel, som adskiller Rhinen og Donaus afvandingsområder. Syd for Lamperstweiler løber vandet mod Rhinen og nord for mod Donau.

### Nabokommuner
Bad Saulgau grænser til følgende kommuner (med uret fra nord):
- Ertingen, Riedlingen i Verwaltungsgemeinschaftet Riedlingen
- Allmannsweiler, Bad Buchau, Dürnau i kommunesamarbejdet Bad Buchau
- Bad Schussenried (alle Landkreis Biberach)
- Ebersbach-Musbach, Boms, Eichstegen, Hoßkirch i kommunesamarbejdet Altshausen (alle Landkreis Ravensburg)
- Ostrach, Hohentengen
- Herbertingen (alle Landkreis Sigmaringen).

### Inddeling
Bad Saulgau består ud over hovedbyen af 13 landsbyer der indtil 1. Januar 1975 var selvstændige kommuner: Bierstetten (med Steinbronnen), Bolstern (med Heratskirch), Bondorf, Braunenweiler (med Krumbach, Ober- und Untereggatsweiler, Figels og Ziegelhof), Friedberg, Fulgenstadt, Großtissen med Kleintissen, Haid (med Bogenweiler og Kloster Sießen), Hochberg (med Luditsweiler), Lampertsweiler, Moosheim, Renhardsweiler og Wolfartsweiler.
| Våben                 | Bydel                            | Indbyggere | Areal   |
| --------------------- | -------------------------------- | ---------- | ------- |
| Bad Saulgau           | Bad Saulgau (selve byen)         | 11.673     | ?       |
| Bierstetten           | Bierstetten og Steinbronnen      | 591        | 615 ha  |
| Bolstern              | Bolstern og Heratskirch          | 417        | 1206 ha |
| Bondorf               | Bondorf                          | 333        | 278 ha  |
| Braunenweiler         | Braunenweiler/Untereggartsweiler | 553        | 1005 ha |
| Friedberg             | Friedberg                        | 406        | 541 ha  |
| Fulgenstadt           | Fulgenstadt                      | 672        | 673 ha  |
| Großtissen            | Großtissen og Kleintissen        | 374        | 669 ha  |
| Haid                  | Haid-Sießen-Bogenweiler          | 874        | ?       |
| Hochberg              | Hochberg und Luditsweiler        | 579        | 664 ha  |
| Lampertsweiler        | Lampertsweiler                   | 302        | 252 ha  |
| Kein Wappen Verfügbar | Moosheim                         | 337        | 443 ha  |
| Renhardsweiler        | Renhardsweiler                   | 273        | 170 ha  |
| Kein Wappen Verfügbar | Wolfartsweiler                   | 275        | 351 ha  |

## Historie
Saulgau nævnes første gang som Sulaga i 819.
Saulgau fik i 1239 stadsret af kejser Frederik 2. og markedsret af kong Rudolf 1. i 1288.
I 1299 kom Saulgau under Huset Habsburg, og blev amtsby i de østrigske Donaulande. I oprydningen efter Napoléon Bonaparte kom Saulgau i 1806 under kongeriget Württemberg.
- Bindingsværkshus i Bad Saulgau
- Bindingsværkshus i Bad Saulgau
- Oberamteihof, nu rådhus
- Torvet i Ecklädele
- Rådhus
- Buchauer Amtshaus
- Bronzestatue af Kejserinde Maria Theresia
- Luegebrunnen

### Trafik
Bad Saulgau ligger ved Bundesstraße 32 og ved jernbanelinjen Zollernalbbahn, som fra Tübingen over Balingen, Sigmaringen og Herbertingen fører til Aulendorf.
Nordøst for Bad Saulgau ligger en flyvepladsen Bad Saulgau (EDTU), for flyvemaskiner på op til 2.000 kg, og hvor der i weekenderne er svæveflyvning og faldskæmsudspring.